# Ricardo Mathias
Ricardo Mathias da Silva (Nova Iguaçu, 26 luglio 2006) è un calciatore brasiliano, attaccante dell'Internacional.

## Carriera

### Club
Mathias è cresciuto nel settore giovanile dell'Internacional, che lo ha acquistato nel 2021 dal Ferroviária. Ha debuttato in prima squadra l'11 agosto 2024 nell'incontro di Série A pareggiato 2-2 contro l'Athl. Paranaense.

### Nazionale
Ha giocato nella nazionale brasiliana Under-17.
Nel 2025 ha segnato una rete in 2 presenze nel campionato sudamericano Under-20, vincendo la manifestazione.

## Statistiche
Statistiche aggiornate al 6 ottobre 2024.

### Presenze e reti nei club
| Stagione        | Squadra         | Campionato      | Campionato | Campionato | Coppe nazionali | Coppe nazionali | Coppe nazionali | Coppe continentali | Coppe continentali | Coppe continentali | Altre coppe | Altre coppe | Altre coppe | Totale | Totale | Totale |
| Stagione        | Squadra         | Comp            | Pres       | Reti       | Comp            | Pres            | Reti            | Comp               | Pres               | Reti               | Comp        | Pres        | Reti        | Pres   | Reti   |        |
| --------------- | --------------- | --------------- | ---------- | ---------- | --------------- | --------------- | --------------- | ------------------ | ------------------ | ------------------ | ----------- | ----------- | ----------- | ------ | ------ | ------ |
| 2024            | Internacional   | PD/RS+A         | 0+5        | 1          | CB              | 0               | 0               | CS                 | 0                  | 0                  |             | -           | -           | 5      | 1      |        |
| Totale carriera | Totale carriera | Totale carriera | 5          | 1          |                 | 0               | 0               |                    | 0                  | 0                  |             | -           | -           | 5      | 1      |        |

## Palmarès

### Club

#### Competizioni statali
- Campionato Gaúcho: 1

Internacional: 2025

### Nazionale
- Campionato sudamericano Under-20: 1

Venezuela 2025